# La Graciosa
La Graciosa (spanyolul am. „kecses”, „elbűvölő”) a Kanári-szigetekhez tartozó kis vulkanikus sziget az Atlanti-óceánban. A Kanári-szigetek 8. lakott szigete, állandó népessége 721 fő (2018).
Lanzarotétól 2 km-re északra található, az El Río-szoros (am. a folyó) választja el tőle, amiben erős a tengeráramlat. Szinte teljesen kopár. Ivóvízforrás nincs rajta, Lanzarotéról kap csövön sótalanított tengervizet.
Két települése van, a nagyobb Caleta del Sebo és Casas de Pedro Barba. Nincsen se reptere, sem kiépített autóútjai. Komppal lehet megközelíteni a lanzarotei Órzolából. A legtöbben kerékpárral közlekednek.
Évente 25.000 turista keresi fel elsősorban strandjai és a természeti szépsége miatt. Híres strandjai a Playa de las Conchas, a Playa de la Cocina és a Playa de El Salado.
1986 óta a Chinijo-szigetcsoport Natúrpark része. A kijelölt utakról nem szabad letérni.

## Külső hivatkozások
- La Graciosa – Turisztikai honlap (angolul, németül, franciául és olaszul)